# 子ほめ
『子ほめ』（こほめ）は古典落語の演目。『子褒め』とも表記される。別題として『赤子褒め』（あかごほめ）、『年ほめ』（としほめ）。もとは上方落語の演目で、3代目三遊亭圓馬によって江戸落語に持ち込まれた。いわゆる前座噺に数えられる。
子どもが生まれたばかりの家に行って祝いのほめ言葉を話してもてなしを受けようとした男が、言い間違えるという内容。
原話は寛永5年（1628年）、安楽庵策伝の『醒睡笑』・巻一中の「鈍副子（どんぶす）」第十一話（檀家衆の集まりでいつも歳をほめるのに多く言ってしまう僧侶に対して、その師匠が「年は若く言うものだ」と注意して、赤子に対して「生まれたてにしては若く見える」と言うという内容）。その後正徳2年（1712年）の『新話笑眉（しんばなしえみのまゆ）』巻四「粗相の賞め過し」に類話が載る。さらに享和4年（1804年）の十返舎一九『商内上手（あきないじょうず）』収録の「ゆき過」がほぼ現在と同じ内容を備える（前田勇 (1966)は「直接の原話」とする）。喜久亭寿暁による文化4年 - 6年（1807年 - 1809年）の演目集『滑稽集』には「若イトホメル」とあり、口演されていたことがうかがえる。

## あらすじ

### 江戸版
隠居の所へやってきた八五郎。入ってくるなり酒を飲ませろとねだる。隠居は、人にごちそうしてもらいたかったらお世辞のひとつも言えなければいけない、例えば道で知人に出会ったら相手に年齢を尋ね、お若く見えるとおだてれば喜ばれるぞと諭す。
仲間の竹に赤ん坊が生まれたので、祝いに行けば酒をおごってもらえると算段した八五郎が赤ん坊のほめ方を尋ねると、隠居はていねいに教えてくれる。八五郎は喜んで町に出ると、顔見知りの伊勢屋の番頭に出会い、さっそく褒めて酒をおごってもらおうとするが、とんちんかんな会話になってしまい、酒にありつけない。
次に竹の所を訪れるが、いざ褒める段になるとまともな褒め言葉がまったく出てこない。最後の手段で赤ん坊の年を尋ねると、竹が「（数え年で）一つだ」と言うので「一つにしちゃあ大変お若い、どう見てもタダだ」。

### 上方版
タダ酒が飲めるとの噂を聞きつけ、訪ねて来たアホの男。真相は「タダの酒」ではなく「灘の酒」の聞き間違いであったが、人を褒めてタダ酒を飲む方法を教わる。その方法とは、相手に年齢を尋ね、年配の者には若く見える、年若の者にはしっかりして見える、とおだてて酒や肴を奢ってもらい、赤ん坊の場合は、顔をよく見て人相を褒め、親を喜ばせてご馳走になるというもの。
それではと通りに飛び出すと、伊勢屋の番頭に遭遇する。しかしいざ声をかけようとすると、「町内の色男」と逆に褒められ、ご馳走をさせられそうになる。
そこで、近所にある、子供ができたばかりの竹の家を訪ねる。赤ん坊を褒める魂胆であるが、間違って奥の間で昼寝している爺さんを褒める。改めて赤ん坊に臨むが、顔を見ては猿のようだと言い、無理やり挨拶を教えようとしたり、お腹を押してみたり。そのうち、もみじのような手だと初めて褒めたものの、やはり（その手で）祝い金をよく取ったと言ってしまい、あきれられる。
仕方がないので、教えてもらったとおり人相について褒めようとするが、これもなかなかうまくいかない。最後の手段で年を尋ねると、竹が「そんな赤ん坊に年を尋ねるもんがあるかい、今朝生まれたとこや」と言うので、
「今朝とはお若う見える、どうみてもあさってくらいや」

## バリエーション
上方版は4代目桂米團治から3代目桂米朝に伝えられた形と、2代目立花家花橘から3代目桂春団治に伝えられた形との2系統が存在する（本記事の上方版のあらすじは米團治・米朝式に準拠。花橘・春団治式との主な違いは、伊勢屋の番頭にご馳走をさせられそうになる件りの有無）。サゲは一門や演者によって微妙に異なり、米朝一門では、数え年が一般的でなくなった現代に対応して、本記事に記述したサゲを用い、春団治は江戸版と同じサゲを用いる。